# Гагадзе, Караман Семёнович
Караман Семёнович Гагадзе (1921, село Земо-Млета, ССР Грузия, СССР — 23 мая 1994, село Земо-Млета, Душетский район, Грузия) — старший чабан колхоза села Млета Душетского района, Грузинская ССР. Герой Социалистического Труда (1966). Депутат Верховного Совета Грузинской ССР 5-го созыва.

## Биография
Родился в 1921 году в крестьянской семье в селе Земо-Млета. После окончания местной начальной школы трудился в сельском хозяйстве. С 1936 года — чабан, с 1955 года — старший чабан колхоза села Млета Душетского района (сегодня — Душетский муниципалитет).
На протяжении нескольких лет показывал высокие трудовые результаты в овцеводстве. В 1957 году настриг шерсти с каждой взрослой овцы составил в среднем 5,1 килограмма, в 1958 году — по 5,8 килограмма шерсти с каждой взрослой овцы. В 1958 году было сдано 20 тонн 439 килограммов шерсти. В 1961—1963 годах его бригада, которая содержала отару более чем 1016 голов, ежегодно выращивала в среднем по 85 — 87 ягнят от каждой сотни овцематок. В годы Семилетки (1959—1965) бригада под его руководством неоднократно занимала передовые места в социалистическом соревновании среди чабанов Душетского района и по итогам работы во время Семилетки вышла в число победителей среди животноводов Грузинской ССР. Указом Президиума Верховного Совета СССР от 2 апреля 1966 года удостоен звания Героя Социалистического Труда за «достигнутые успехи в развитии сельского хозяйства, промышленности и науки Грузинской ССР» с вручением ордена Ленина и золотой медали «Серп и Молот» (№ 10079).
Избирался депутатом Верховного Совета Грузинской ССР 5-го созыва (1959—1963).
После выхода на пенсию проживал в родном селе Земо-Млета Душетского района. Дата смерти не установлена.